# 1988-as cannes-i filmfesztivál
A 41. Cannes-i Nemzetközi Filmfesztivál 1988. május 11. és 23. között került megrendezésre, Ettore Scola olasz filmrendező elnökletével. A hivatalos versenyprogramban 21 nagyjátékfilm és 9 rövidfilm szerepelt; az Un certain regard szekcióban 22, míg versenyen kívül 7 alkotást vetítettek. A párhuzamos rendezvények Kritikusok Hete szekciójában 7 nagyjátékfilmet és 5 kisfilmet mutattak be, a Rendezők Kéthete elnevezésű szekció keretében pedig 18 nagyjátékfilm vetítésére került sor.

## Az 1988. évi fesztivál
A fesztivált Luc Besson romantikus drámája, A nagy kékség nyitotta meg. A filmkészítők névsorát tekintve az 1988-as év kiemelkedő, annak ellenére, hogy az alkotók nem a legjobb filmjeikkel voltak jelen; a rendezvényen a nagy öregek (Manoel de Oliveira, Jean-Luc Godard) mellett megtalálhatók az akkortájt legkeresettebb fiatalok: Chén Kǎigē (Csen Kaj-ko), Bille August, és Krzysztof Kieślowski, illetve akiknek művészete éppen beérőben volt: Peter Greenaway, Claire Denis, Chris Menges. A két, legjobban reklámozott és leginkább várt alkotás a három évvel korábban fanyalgással fogadott Clint Eastwood dzsesszzenés versenyfilmje (Bird – Charlie Parker élete), valamint a „legamerikaibb európai”, Luc Besson versenyen kívül bemutatott alkotása (A nagy kékség) volt.

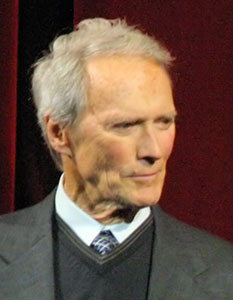
Clint Eastwood (2007)

Az Arany Pálmát Bille August vehette át a svéd-dán koprodukcióban készített Hódító Pelle című szociodrámájáért.  A film sikeréhez nagyban hozzájárult a magas színvonalú operatőri munka és – mint azt a zsűri külön kiemelte – Max von Sydow rendkívüli játéka (aki egyébként Ved vejen című alkotásával filmrendezőként is bemutatkozott az Un certain regard szekcióban). A másodikfilmes brit operatőr, Chris Menges Elválasztott világa kapta a zsűri külön nagydíját, a lengyel Krzysztof Kieślowski Rövidfilm a gyilkolásról című filmje, a zsűri és a FIPRESCI díját, a legjobb művészi hozzájárulás díját pedig az ugyancsak brit Peter Greenaway Számokba fojtva című, fanyar humorú, fekete filmdrámája. A legjobb férfi alakítás díját, az utolérhetetlen dzsesszzenészt, Charlie „Bird” Parkert alakító Forest Whitaker kapta. Egyébként a Bird nyerte el a Technikai Főbizottság nagydíját is. 1987 után Barbara Hershey ismét átvehette a legjobb női alakítás díját, megosztva az Elválasztott világ másik két női szereplőjével, Jodhi May-jel és Linda Mvusival. Az aktus Hersley csúcsteljesítménye mellett másik két rekordot is hozott: eddig sohasem kapott három fő megosztott díjat, ráadásul a 13 éves Jodhi May volt a legfiatalabb színésznő, akinek játékát Cannes-ban jutalmazták.
A már említett filmcsillagokon felül nagy érdeklődés kísérte A nagy kékség gárdájának bevonulását, élen Jean Renóval és Rosanna Arquette-tel. A színészek mezőnyéből kiemelkedett Christopher Walken és Melanie Griffith (A milagrói babháború), Richard Gere és Penelope Ann Miller (Távol az otthontól), Fanny Ardant, Greta Scacchi és [aleria Golino (Három nővér), Gian Maria Volonté, Anna Karina és Marie-Christine Barrault (Opus nigrum), valamint Ben Kingsley és Helen Mirren (Pascali szigete).
A Rendezők Kéthete keretében vetített alkotások közül a legnagyobb közönség- és szakmai sikert egy indiai elsőfilmes rendezőnő, Mira Nair Arany Kamera díjas Salaam Bombay! című, a dokumentarizmus eszközeivel készített játékfilmje aratta, mely bepillantást enged a hindu hitvilágba és az indiai nagyváros mindennapi életébe. A mezőnyből említést érdemel még Terence Davies filmkritikusok díját elnyerő Távoli hangok, csendélet című filmje, továbbá Robert van Ackeren Vénuszcsapda, valamint Mike Figgis Viharos hétfő című alkotása. A szekció eseményeit ebben az évben tartották utoljára a Croisette Palotában, melyet később szállodaipari komplexummá építettek át.

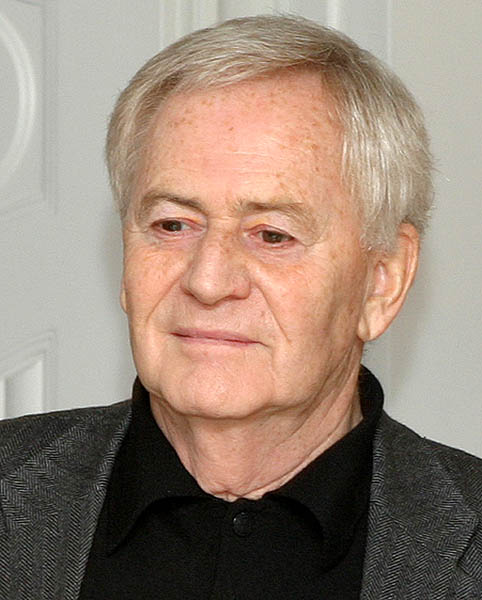
Szabó István

A magyar filmművészetet a fesztiválon immár ötödik alkalommal induló Szabó István Hanussen című, magyar-NSZK-osztrák koprodukcióban készült filmdrámája képviselte, Klaus Maria Brandauerrel, Erland Josephsonnal, Bánsági Ildikóval, Grażyna Szapołowskával, Eperjes Károllyal és Cserhalmi Györggyel a főbb szerepekben. A rövidfilmek versenyébe Cakó Ferenc Ab ovo – Homoknyomok című animációs filmjét hívták meg. A homokanimációs rövidfilm elnyerte a zsűri díját. A fesztiválra kiutaztatott hivatalos magyar filmdelegáció tagjai voltak: Köröspataki Kiss Sándor újságíró, a Filmkritikusok Nemzetközi Szövetsége zsűrijének tagja, Szabó István rendező, Koltai Lajos operatőr, Cakó Ferenc rajzfilmrendező és Gárdos Péter filmrendező.
Magyar vonatkozásként említhető, hogy a versenyprogramban vetített brit-német-svájci koprodukciós Der Passagier – Welcome to Germany című filmben Tony Curtis mellett feltűnik a Nyugat-Németországban élő magyar származású George Tabori, továbbá, hogy az Un Certain Regard szekcióban bemutatott kanadai Forgóajtók operatőre Szabó István 1963-as fesztiváldíjas Te című alkotásának képi világát is megteremtő Vámos Tamás volt. A fesztivál filmdarabokból összerakott, női arcot ábrázoló plakátját ugyancsak egy magyar származású kanadai művész, Tibor Timar tervezte.

## Zsűri

### Versenyprogram
- Ettore Scola filmrendező –  Olaszország – a zsűri elnöke
- Claude Berri producer –  Franciaország
- David Robinson filmkritikus –  Egyesült Királyság
- George Miller filmrendező –  Ausztrália
- Hector Oliveira filmrendező –  Argentína
- Jelena Szafonova színésznő –  Szovjetunió
- Nastassja Kinski színésznő –  NSZK
- Philippe Sarde zeneszerző –  Franciaország
- Robby Müller operatőr –  Hollandia
- William Goldman forgatókönyvíró –  Amerikai Egyesült Államok

### Arany Kamera
- Danièle Delorme színésznő –  Franciaország – a zsűri elnöke
- Bernard Jubard filmtörténész –  Franciaország
- Carlos Avellar újságíró –  Brazília
- Chantal Calafato filmkedvelő –  Kanada
- David Streiff filmkedvelő –  Svájc
- Ecaterina Oproiu újságíró –  Románia
- Henry Chapier filmkritikus –  Franciaország
- Jacques Champreux filmrendező –  Franciaország

## Hivatalos válogatás

### Nagyjátékfilmek versenye

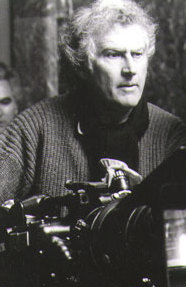
Fernando Ezequiel Solanas

- A World Apart (Elválasztott világ)[7] – rendező: Chris Menges
- Arasi ga oka[8] rendező: Josida Josisige[9]
- Bird (Bird – Charlie Parker élete) – rendező: Clint Eastwood
- Chocolat (Csokoládé (film)|Csokoládé) – rendező: Claire Denis
- Der Passagier – Welcome to Germany[10] – rendező: Thomas Brasch
- Drowning by Numbers (Számokba fojtva) – rendező: Peter Greenaway
- El Dorado (Arany és vér) – rendező: Carlos Saura
- El lute II: mañana seré libre (Lute II. – Holnap szabad leszek) – rendező: Vicente Aranda
- Hajce Vang (孩子王, Háizǐ Wáng) – rendező: Chén Kǎigē陈凯歌 (Csen Kaj-ko)
- Hanussen – rendező: Szabó István
- Krótki film o zabijaniu (Rövidfilm a gyilkolásról) – rendező: Krzysztof Kieślowski
- L’Enfance de l'art – rendező: Francis Girod
- L’Oeuvre au noir (Opus nigrum) – rendező: André Delvaux
- Miles from Home (Távol az otthontól) – rendező: Gary Sinise
- Os canibais – rendező: Manoel de Oliveira
- Pascali's Island (Pascali szigete) – rendező: James Dearden
- Patty Hearst (Patty Hearst) – rendező: Paul Schrader
- Paura e amore (Három nővér) – rendező: Margarethe von Trotta
- Pelle erobreren (Hódító Pelle) – rendező: Bille August
- Sur (Dél) – rendező: Fernando Ezequiel Solanas
- The Navigator: A Mediaeval Odyssey (A navigátor – Egy középkori Odüsszeia) – rendező: Vincent Ward

### Nagyjátékfilmek versenyen kívül
- Dear America: Letters Home from Vietnam (Kedves Amerika: levelek haza Vietnamból)[7] – rendező: Bill Couturié
- Histoires du cinéma: Toutes les histoires (A film története [I]) – rendező: Jean-Luc Godard
- Le grand bleu (A nagy kékség) – rendező: Luc Besson
- The Blue Iguana (Kék iguána) – rendező: John Lafia
- The Milagro Beanfield War (A milagrói babháború) – rendező: Robert Redford
- Une étoile pour l’exemple – rendező: Dominique Delouche
- Willow – rendező: Ron Howard

### Un Certain Regard
- A Song of Air – rendező: Merilee Bennett
- Antarjali Jatra – rendező: Goutam Ghose
- De sable et de sang – rendező: Jeanne Labrune
- Domani accadrà – rendező: Daniele Luchetti
- Gece Yolculuğu – rendező: Ömer Kavur
- Havinck – rendező: Frans Weisz
- Hôtel Terminus: Klaus Barbie, sa vie et son temps (Hôtel Terminus)[11] – rendező: Marcel Ophüls
- La maschera – rendező: Fiorella Infascelli
- La Méridienne – rendező: Jean-François Amiguet
- Lamento – rendező: François Dupeyron
- Les portes tournantes (Forgóajtók) – rendező: Francis Mankiewicz
- Les Vauriens – rendező: Dominique Ladoge
- Na srebrnym globie (A fehér bolygó) – rendező: Andrzej Zulawski
- Natalia – rendező: Bernard Cohn
- Proč? (Miért??) – rendező: Karel Smyczek
- Slucaj Harms – rendező: Slobodan D. Pesic
- Szredi szerih kamnej (Szürke kövek között) – rendező: Kira Muratova
- The Raggedy Rawney – rendező: Bob Hoskins
- Ved vejen[3] – rendező: Max von Sydow
- Vreme na nasilie (Janicsárok fogságában) – rendező: Ludmil Staikov
- Yaldei Stalin (Sztálin unokái) – rendező: Nadav Levitan
- Jüan nu (怨女, Yuàn nǚ) – rendező: Fred Tan

### Rövidfilmek versenye
- Ab ovo – Homoknyomok[1] – rendező: Cakó Ferenc
- Cat & Mousse – rendező: David Lawson
- Chet's romance – rendező: Bertrand Fèvre
- Out of Town – rendező: Norman Hull
- Pas-ta-shoot-ah – rendező: Maurizio Forestieri
- Pleasure Domes – rendező: Maggie Fooke
- Sculpture physique – rendező: Yann Piquer és Jean-Marie Maddeddu
- Super Freak – rendező: Gisela Ekholm és Per Ekholm
- Vikrutasi – rendező: Garri Bardin

## Párhuzamos rendezvények

### Kritikusok Hete

#### Nagyjátékfilmek
- Beroureebis gadaprena – rendező: Temur Babluani
- Dolunay – rendező: Sahin Kaygun
- Ekti Jiban – rendező: Raja Mitra
- Csing (井, Jing) – rendező: Li Ja-lin (李亚林, Lǐ Yà-lín)
- Mon cher sujet – rendező: Anne-Marie Miéville
- Testament – rendező: John Akomfrah
- Tokyo pop – rendező: Fran Rubel Kuzui

#### Rövidfilmek
- Artisten – rendező: Jonas Grimås
- Artmetropolis apocalypse – rendező: Jon Jacobs
- Blues, Black & White – rendező: Markus Imboden
- Cidadao Jatoba – rendező: Maria Luiza d'Aboim
- Klatka – rendező: Olaf Olszewski
- La face cachée de la lune – rendező: Yvon Marciano

### Rendezők Kéthete
- Amérika, terra incógnita – rendező: Diego Rísquez
- Die Venusfalle (Vénuszcsapda)[7] – rendező: Robert van Ackeren
- Distant Voices, Still Lives (Távoli hangok, csendélet)[4] – rendező: Terence Davies
- Ei – rendező: Danniel Danniel
- Herseye Ragmen (Mindezek ellenére) – rendező: Orhan Oguz
- La ligne de chaleur – rendező: Hubert-Yves Rose
- Amagleba – rendező: Nodar Managadze
- Holodnij mart – rendező: Igor Minajev
- Natal da Portela – rendező:Paulo Cesar Saraceni
- Ni lo ho nu er (尼羅河女兒, Ní luó hé nǚ'ér) – rendező: Hou Hsziao-hszien (侯孝賢, Hou Hsiao-hsien)
- Nudjum al-nahar[12] – rendező: Usama Muhammad
- Romance da Empregada – rendező: Bruno Barreto
- Salaam Bombay! – rendező: Mira Nair
- Sarikat Sayfeya – rendező: Yousry Nasrallah
- Soursweet (Chinese Blues) – rendező: Mike Newell
- Stormy Monday (Viharos hétfő) – rendező: Mike Figgis
- Tabataba – rendező: Raymond Rajaonarivelo
- The Suitors – rendező: Ghasem Ebrahimian

## Díjak

### Nagyjátékfilmek
- Arany Pálma: Pelle erobreren (Hódító Pelle)[7][13] – rendező: Bille August
- A zsűri külön nagydíja: A World Apart (Elválasztott világ) – rendező: Chris Menges
- A zsűri díja: Krótki film o zabijaniu (Rövidfilm a gyilkolásról) – rendező: Krzysztof Kieślowski
- Legjobb rendezés díja: Sur (Dél) – rendező: Fernando Ezequiel Solanas
- Legjobb női alakítás díja: Barbara Hershey, Jodhi May és Linda Mvusi – A World Apart (Elválasztott világ)
- Legjobb férfi alakítás díja: Forest Whitaker – Bird (Bird – Charlie Parker élete)
- Legjobb művészi hozzájárulás díja: Drowning by Numbers (Számokba fojtva) – rendező: Peter Greenaway

### Rövidfilmek
- Arany Pálma (rövidfilm): Vikrutasi – rendező: Garri Bardin
- A zsűri díja (animációs rövidfilm): Ab ovo – Homoknyomok[1] – rendező: Cakó Ferenc
- A zsűri díja (fikciós rövidfilm): Sculpture physique – rendező: Yann Piquer és Jean-Marie Maddeddu

### Arany Kamera
- Arany Kamera: Salaam Bombay! (Salaam Bombay!) – rendező: Mira Nair

### Egyéb díjak
- FIPRESCI-díj:
  - Krótki film o zabijaniu (Rövidfilm a gyilkolásról) – rendező: Krzysztof Kieślowski
  - Hôtel Terminus: Klaus Barbie, sa vie et son temps (Hôtel Terminus)[14] – rendező: Marcel Ophüls
  - Distant Voices, Still Lives (Távoli hangok, csendélet)[4][15] – rendező: Terence Davies
- FIPRESCI külön dicséret: Une femme pour l'hiver[16] – rendező: Manuel Flèche
- Technikai nagydíj: Bird (Bird – Charlie Parker élete) – rendező: Clint Eastwood
- Ökumenikus zsűri díja: A World Apart (Elválasztott világ) – rendező: Chris Menges
- Ökumenikus zsűri külön dicsérete: Les portes tournantes (Forgóajtók) – rendező: Francis Mankiewicz
- Ifjúság díja külföldi filmnek: Herseye Ragmen (Mindezek ellenére)[15] – rendező: Orhan Oguz
- Ifjúság díja francia filmnek: Mon cher sujet[17] – rendező: Anne-Marie Miéville
- Ifjúság különdíja: De bruit et de fureur (Lárma és őrjöngés)[16] – rendező: Jean-Claude Brisseau